# Классификация Сибли — Алквиста
Классификация Сибли — Алквиста (англ. Sibley-Ahlquist taxonomy) — фундаментальная ревизия системы птиц, проведенная Чарлзом Сибли (англ. Charles Sibley) и Джоном Алквистом (англ. Jon Edward Ahlquist). Основана на работах по исследованию филогении птиц методом гибридизации ДНК, проводившихся в конце 1970-х — 1980-х годах. Гибризизация ДНК представляет собой один из сравнительных методов, с помощью которого можно оценить степень различий в последовательностях ДНК сравниваемых организмов.
Этой классификации предшествовала работа Сибли и Алквиста начала 1970-х годов — первая классификация птиц, основанная на биохимических данных (исследовании протеинов яичного белка методом электрофореза).
В 1990 году была издана сама монументальная работа по филогении и эволюции птиц на основе ДНК-ДНК-гибридизации, которая стала формальной основой для ранее предложенной этими авторами классификации современных птиц. Исследования Сибли и Алквиста являются первой попыткой создания филогении крупной группы позвоночных на основе большого количества исследованных таксонов (суммарно было проанализировано 26 000 гибридов ДНК от 1700 видов птиц).
Значение данной работы велико: она до сих пор является одной из наиболее часто цитируемых публикаций в области орнитологии и является отдельным этапом в развитии систематики и филогенетики птиц.
Филогения птиц по данным метода ДНК-ДНК-гибридизации существенно отличается как от традиционных систем, основанных на морфологии, так и от современных, основанных на компьютерном сравнении секвенированных последовательностей. Согласной ей, базальным отрядом клады Neoaves, включающей всех современных птиц, кроме бескилевых и Galloanserae, являются трёхпёрстки (Turnicidae), следующей группой, близкой к корню Neoaves, являются дятлообразные (Piciformes), а за ним — ракшеобразные (Coraciiformes; включая Galbulae и Trogoniformes) и птицы-мыши (Coliiformes). Отряды Ciconiiformes и Gruiformes включаются вместе с воробьинообразными в надотряд Passerimorphae.

## Критика
Методика составления классификации, а также само применение ДНК-ДНК-гибридизации для определения родственных связей, стала объектом множества критических публикаций, например, O’Hara, 1991; Harshmann, 1994.
Классификация Сибли — Алквиста не стала общепринятой, во многом из-за того, что применённый подход оказался устаревшим уже ко времени её выхода: начиная с 1980-х годов данные по ДНК-ДНК-гибридизации перестали считаться достаточной основой для установления генеалогии. Критериями родства стало служить апоморфное (эволюционно продвинутое) сходство, выявление которого на основании ДНК-ДНК-гибридизации оказывается невозможным.

## Классификация

### Palaeognathae
| Ratitae | Struthioniformes | 1. Struthionidae 2. Rheidae 3. Casuariidae 4. Apterygidae |
| Ratitae | Tinamiformes     | 1. Tinamidae                                              |

### Neognathae

#### Galloanserae
| Galloanserae | Gallomorphae  | Craciformes  | 1. Cracidae 2. Megapodiidae                                 |
| Galloanserae | Gallomorphae  | Galliformes  | 1. Phasianidae 2. Numididae 3. Odontophoridae               |
| Galloanserae | Anserimorphae | Anseriformes | 1. Anhimidae 2. Anseranatidae 3. Dendrocygnidae 4. Anatidae |

#### Turnicae
| Turnicae | Turniciformes | 1. Turnicidae |

#### Picae
| Picae | Piciformes | 1. Indicatoridae 2. Picidae 3. Megalaimidae 4. Lybiidae 5. Ramphastidae |

#### Coraciae
| Coraciae | Galbulimorphae  | Galbuliformes  | 1. Galbulidae 2. Bucconidae |
| Coraciae | Bucerotimorphae | Bucerotiformes | 1. Bucerotidae 2. Bucorvidae |
| Coraciae | Bucerotimorphae | Upupiformes    | 1. Upupidae 2. Phoeniculidae 3. Rhinopomastidae                                                                                    |
| Coraciae | Coraciimorphae  | Trogoniformes  | 1. Trogonidae |
| Coraciae | Coraciimorphae  | Coraciiformes  | 1. Coraciidae 2. Brachypteraciidae 3. Leptosomidae 4. Momotidae 5. Todidae 6. Alcedinidae 7. Halcyonidae 8. Cerylidae 9. Meropidae |

#### Coliae
| Coliae | Coliiformes | 1. Coliidae |

#### Passerae
| Passerae | Cuculimorphae   | Cuculiformes    | 1. Cuculidae 2. Centropodidae 3. Coccyzidae 4. Opisthocomidae 5. Crotophagidae 6. Neomorphidae |
| Passerae | Psittacimorphae | Psittaciformes  | 1. Psittacidae |
| Passerae | Apodimorphae    | Apodiformes     | 1. Apodidae 2. Hemiprocnidae |
| Passerae | Apodimorphae    | Trochiliformes  | 1. Trochilidae |
| Passerae | Strigimorphae   | Musophagiformes | 1. Musophagidae |
| Passerae | Strigimorphae   | Strigiformes    | 1. Tytonidae 2. Strigidae 3. Aegothelidae 4. Podargidae 5. Batrachostomidae 6. Steatornithidae 7. Nyctibiidae 8. Eurostopodidae 9. Caprimulgidae |
| Passerae | Passerimorphae  | Columbiformes   | 1. Raphidae 2. Columbidae |
| Passerae | Passerimorphae  | Gruiformes      | 1. Eurypygidae 2. Otididae 3. Gruidae 4. Aramidae 5. Heliornithidae 6. Psophiidae 7. Cariamidae 8. Rhynochetidae 9. Rallidae 10. Mesitornithidae |
| Passerae | Passerimorphae  | Ciconiiformes   | 1. Pteroclidae 2. Thinocoridae 3. Pedionomidae 4. Scolopacidae 5. Rostratulidae 6. Jacanidae 7. Chionidae 8. Pluvianellidae 9. Burhinidae 10. Charadriidae 11. Glareolidae 12. Laridae 13. Accipitridae 14. Sagittariidae 15. Falconidae 16. Podicipedidae 17. Phaethontidae 18. Sulidae 19. Anhingidae 20. Phalacrocoracidae 21. Ardeidae 22. Scopidae 23. Phoenicopteridae 24. Threskiornithidae 25. Pelecanidae 26. Ciconiidae 27. Fregatidae 28. Spheniscidae 29. Gaviidae 30. Procellariidae |
| Passerae | Passerimorphae  | Passeriformes   | 1. Acanthisittidae 2. Pittidae 3. Eurylaimidae 4. Philepittidae 5. Tyrannidae 6. Thamnophilidae 7. Furnariidae 8. Formicariidae 9. Conopophagidae 10. Rhinocryptidae 11. Climacteridae 12. Menuridae 13. Ptilonorhynchidae 14. Maluridae 15. Meliphagidae 16. Pardalotidae 17. Petroicidae 18. Irenidae 19. Orthonychidae 20. Pomatostomidae 21. Laniidae 22. Vireonidae 23. Corvidae 24. Callaeatidae 25. Picathartidae 26. Bombycillidae 27. Cinclidae 28. Muscicapidae 29. Sturnidae 30. Sittidae 31. Certhiidae 32. Paridae 33. Aegithalidae 34. Hirundinidae 35. Regulidae 36. Pycnonotidae 37. Hypocoliidae 38. Cisticolidae 39. Zosteropidae 40. Sylviidae 41. Alaudidae 42. Nectariniidae 43. Melanocharitidae 44. Paramythiidae 45. Passeridae 46. Fringillidae |